# Bullina exquisita
Bullina exquisita är en snäckart som beskrevs av McGinty 1955. Bullina exquisita ingår i släktet Bullina och familjen Bullinidae. Inga underarter finns listade i Catalogue of Life.